# マット・ポリンスキー
マット・ポリンスキー（Matthew Polinsky、1984年2月24日 - ）は、アメリカ合衆国の元プロレスラー。ペンシルベニア州ピッツバーグ出身。
スターリング・ジェームス・キーナン（Sterling James Keenan）のリングネームでROHや1PW、IWCなどのインディー団体で活動していることで知られる。
2011年にWWEと契約。傘下のNXTにてコリー・グレイブス（Corey Graves）のリングネームで2014年まで活動していた。現在はカラーコメンテーターとして活躍している。
弟はFCWにてバディ・ステッチャーのリングネームで所属し、現在はサム・アドニスのリングネームでCMLLを中心に活動しているサミュエル・ポリンスキー、父はピッツバーグでインディー団体「ファー・ノース・レスリング(Far North Wrestling)」を運営していたダン・ポリンスキー。

## 来歴
2000年3月、プロレスラーとしてデビュー。ドリー・ファンク・ジュニアが主宰する団体であるファンキン・コンサバトリー（Funkin Conservatory）にてトレーニングを積み、2002年にIWC（International Wrestling Cartel）、2005年にはイギリスの団体である1PW（1 Pro Wrestling）の所属となり、この2団体を拠点として数え切れぬほどの様々なインディ団体へ参戦。

### IWC
2002年10月、トロイ・ローズ戦にてデビュー。しばらく中堅としての位置になるが2003年10月1日にIWCヘビー級王座を獲得してトップ戦線に進出。2004年にはスーパーインディ王座を巡りクリス・セイビン、サンジェイ・ダット、ピーティー・ウィリアムスなどとシングルで対戦するがいずれも勝利をすることができなかった。だが、スーパーインディ王者であったセイビンがベルトを返上したことにより12月の4way形式の王座戦に勝利しベルトを獲得。CMパンク、クラウディオ・カスタニョーリなど当時キャリアの浅かったレスラーたちの壁として立ちはだかる存在へとなり、2006年にはデニス・グレゴリー、ジョン・ボレン、M-Dogg20と共にチームIWCを結成しアビス率いるThe Unholy Allianceと団体抗争戦を展開。2007年8月に盟友であるデニス・グレゴリー戦を最後に退団。

### 1PW
2005年1月、ディーロ・ブラウン戦にてデビュー。デビュー当初からトップ戦線に加わるものの元WWEやTNAのレスラーが多く参戦していただけにあまり勝利を得ることができなかった。2007年に1PWヘビー級王者であったウルフ・ハーマンと王座を巡って抗争し、数度挑戦するも失敗に終わるが10月13日のスティール・ケージ・マッチにおいて最終決着戦を行いようやく勝利を手にしたと同時にベルトを獲得。約2年間防衛し、2009年4月にマーティン・ストーンにて王座を奪取されたことにより1PWへの出場は減少し、9月のPPVを最後に退団。

### ROH
ROHには2003年からスポット参戦し、4月25日にタッグチームスクランブルマッチに参加し、EZ・マネーと組んでThe S.A.T.から勝利。2005年8月のPPVではジョン・マッチェスニーとのシングルマッチで勝利。2009年にはPPVにてデリリアスとシングルマッチを行い敗れている。

### WWE
2006年4月、WWEにジョバーとして出場し、SmackDown!のダークマッチにてCMパンクと組んでジムナイと対戦。6月にはVerocityにてIWCの頃からの盟友であるジョン・ボレンと組んでザ・ピットブルズと対戦。そしてシングルマッチにおいては8月のHeatでバル・ビーナス、2007年8月のSmackDown!にてマーク・ヘンリーと試合をしているがいずれも敗れている。
2011年8月、WWEとディベロップメント契約を交わし、傘下のFCWにてコリー・グレイブス（Corey Graves）のリングネームでロスター入り。
2012年3月、ジェイク・カーターとタッグを組み、同月15日にFCWフロリダタッグチーム王座を獲得。5月にはNXTシーズン6に出場。8月にFCWとNXTが統合した新生NXTに移行。9月よりシングルで活動するようになり、2013年1月3日の放送にてNXT王座を保持するセス・ロリンズに挑戦するがザ・シールドの乱入による反則勝ちになったものの、王座を奪取するに至らなかった。以降、ザ・シールドに食って掛かり、ロリンズと再戦するがまたもザ・シールドの乱入を受けて敗戦した。
5月よりワイアット・ファミリーと抗争をするようになり、同じくワイアット・ファミリーと抗争していたエイドリアン・ネヴィルとカシアス・オーノと結託。タッグマッチや6人制タッグマッチで抗争を続け、6月20日にネヴィルとタッグを組んでワイアット・ファミリーと王座戦を行い勝利。ベルトを奪取したが、その後ジ・アセンションによって王座奪われ、再戦するも返り討ちにされた。この敗戦がきっかけとなり、ネヴィルに不満を募らせた上で逆上して抗争へと展開するが11月13日の3本勝負による決着戦で敗戦した。
2014年、決着がついてからも執拗にネヴィルを狙い再戦を要求していた。2月5日にリベンジマッチが組まれたものの返り討ちに遭ってしまい、納得がいかずにネヴィルを襲撃したところサミ・ゼインの介入により邪魔をされ、新たな因縁が生まれた。憤怒したグレイブスはゼインとの対戦を要求して3月6日に対戦。敗戦するも直後にゼインを襲撃して溜飲を下げた。しかし、3月27日にヨシ・タツと対戦しての勝利後に、追い打ちをしていたところに再びゼインに介入されたことにより因縁は再燃。4月3日にシングルマッチが組まれ対戦するが両者共に体力が尽きる事態に陥るも、最終的にはラッキー13を仕掛けたところで、ゼインが力尽き、レフェリーストップでの勝利となった。同月24日、ジ・アセンションと組んでゼイン & ウーソズと6人制タッグマッチを行うも敗戦。6月にNXT Liveにて試合中に脳震盪を起こし、長期欠場している。
12月11日、NXT TakeOver R Evolutionにてプロレスラーとしての活動が困難となった為に引退を発表。今後はカラーコメンテーターとして活動することになった。

## その他
- リングネームであるスターリング・ジェームス・キーナンの由来はポリンスキーが幼少時代に気に入っていたNFLのスタープレイヤーであるスターリング・シャープとロックシンガーであり、俳優で有名なメイナード・ジェームス・キーナンから取っている。
- 副業でピアッサーとして勤めており、ペンシルベニア州のニューケンジントンとグリーンズバーグの二店舗のタトゥーショップにて働いている。
- 大学ではマーケティングを専攻していた。
- WWEのカラーコメンテーターとしては珍しく2018年現在RAW、SmackDown両ブランドの実況席に加わっている。また、現在WWEが制作しているの主な番組(上記二番組にNXT、205Live、Mixed Tag Match Challengeを含む)の実況陣にレギュラーとして参加した経験があるのは彼が最初である。
- WWEの実況解説担当のご多分にもれず贔屓の選手が存在する。特にボビー・ルードが入場する際は他の実況メンバーを強引に黙らせたり、それでも喋り続けてる場合は悪態をつくなど半ば信仰に近い状態である。
- 中邑真輔がフィニッシャーであるキンシャサ(ボマイェ)を繰り出す際に独特なコールをする(中邑がヒールターン後も変わっていない)
- 逆にニュー・デイについては彼らのパンケーキ攻撃の被害に遭っているので苦手としている。
- バロン・コービンとは同じヘビーメタルバンド好きということで意気投合し友人関係にある。

## 得意技
- ラッキー13

現在使われているフィニッシャー。変形足4の字固め。初期は13ステップという技名であった。
- MK・ウルトラ

サンセットドライバー
- ヘルター・スケルター

三角絞め
- ドラゴン・スープレックス
- STO

## 獲得タイトル
WWE
- WWE・24/7王座 : 1回
- NXTタッグチーム王座 : 1回

w / エイドリアン・ネヴィル
FCW
- FCWフロリダタッグチーム王座 : 1回

w / ジェイク・カーター
1PW
- 1PWヘビー級王座 : 1回

IWC
- IWCヘビー級王座 : 1回
- スーパーインディ王座 : 1回

ZERO1
- ZERO-ONE認定USヘビー級王座 : 1回

他、米インディ団体を中心に多数のタイトルを獲得。

## 入場曲
- Dirty Angel - Voodoo Johnson

インディー時代に使用した入場曲。Voodoo Johnsonが各メディアに出演してDirty Angelを宣伝する際にポリンスキーが入場曲として使用することを紹介している。
- Outcome
- Dead and Gone
- Christcontrol
- Stay Down